# St. Peter (Geseke)

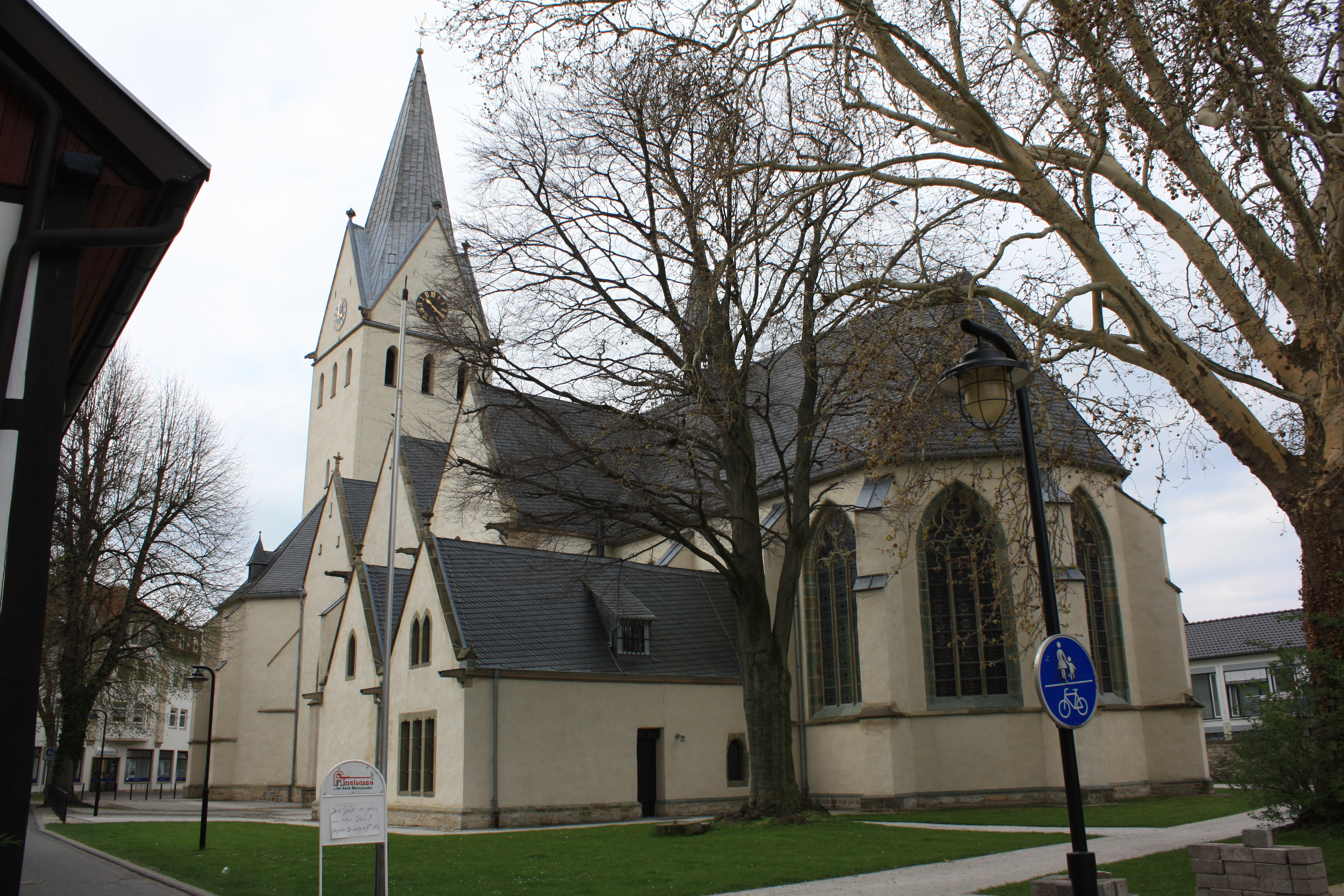
St. Petri

Die katholische Pfarrkirche St. Peter ist ein denkmalgeschütztes Kirchengebäude in Geseke im Kreis Soest in Nordrhein-Westfalen.

## Geschichte und Architektur

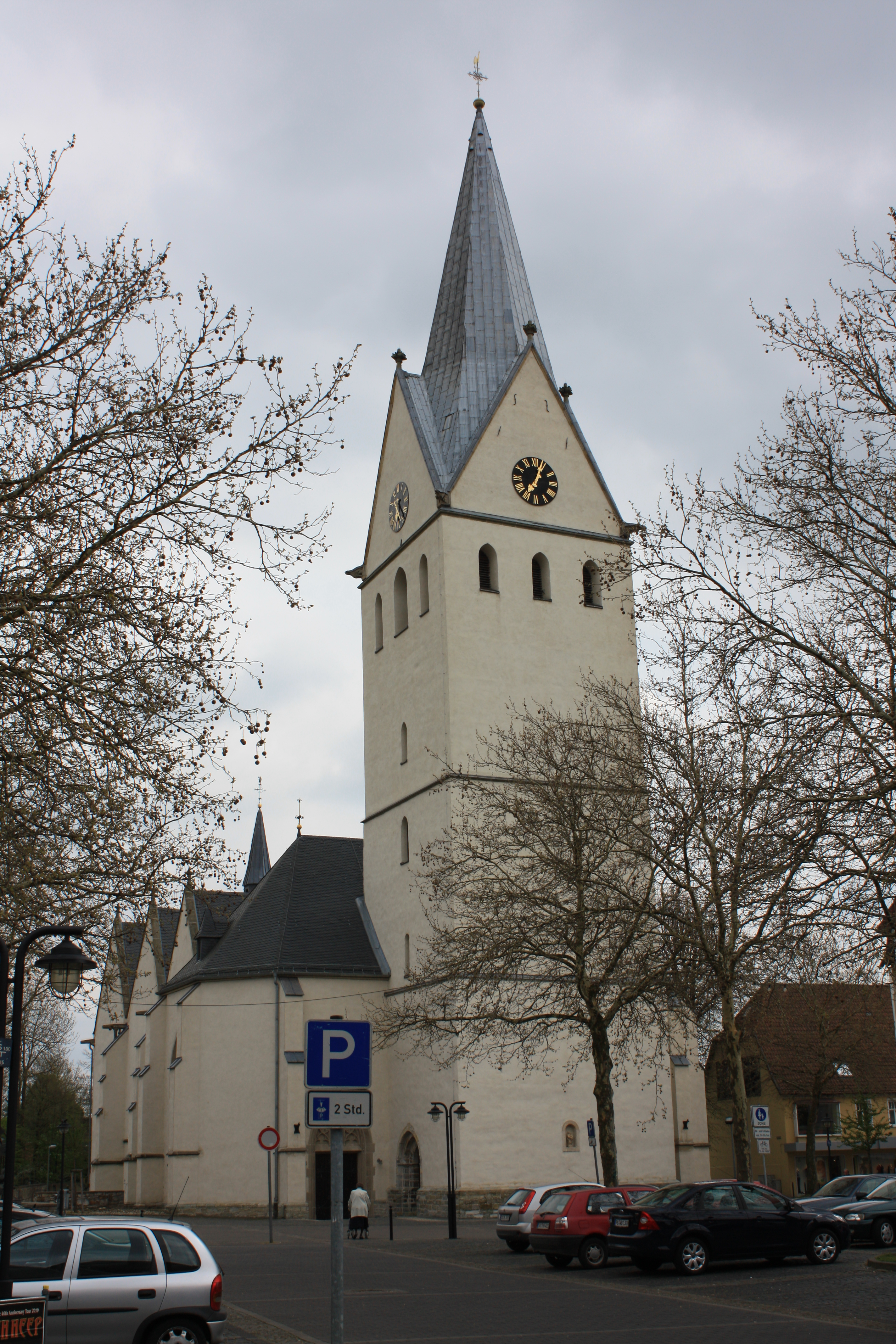
Turmansicht

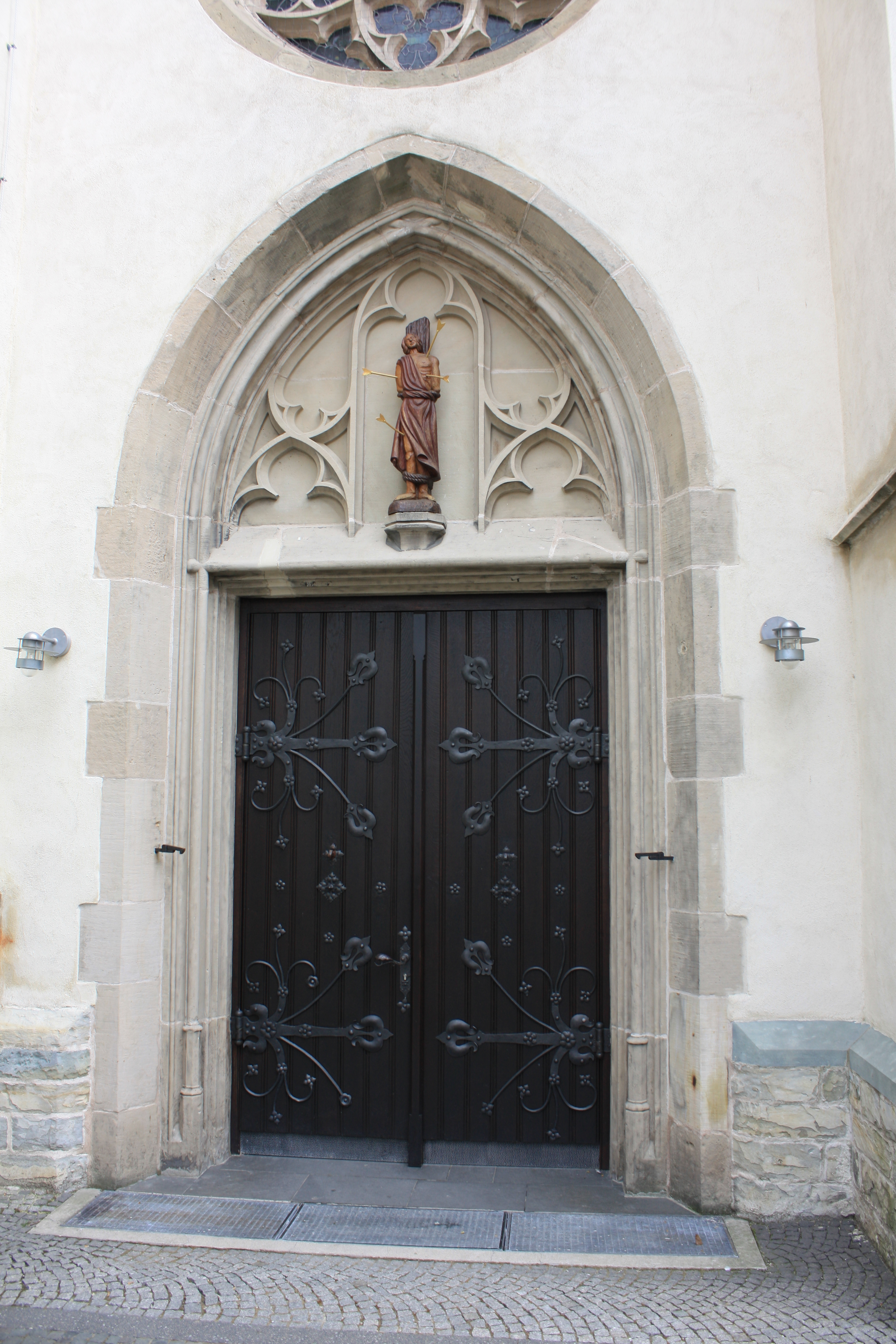
Portal

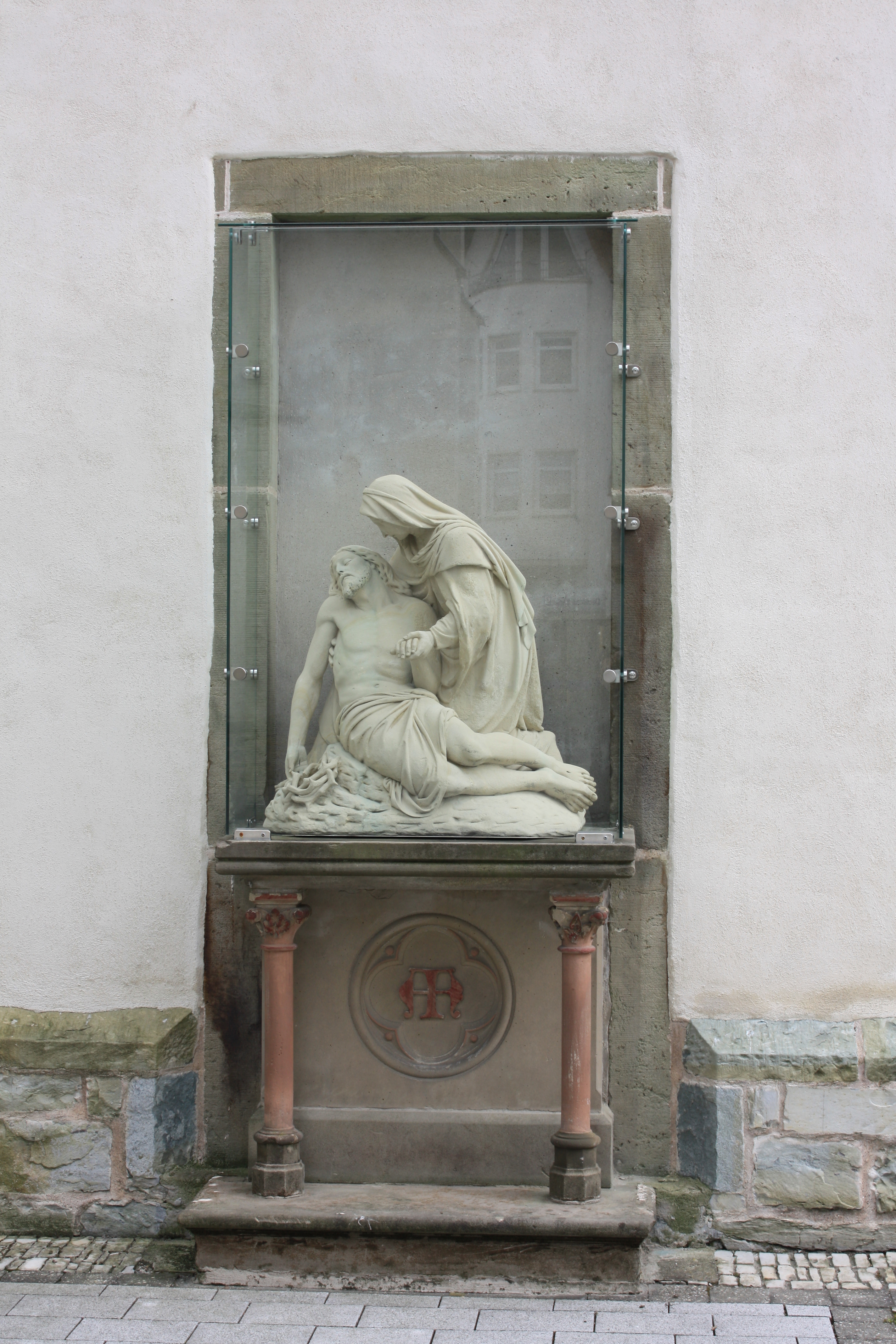
Pieta an der Sakristei

Die Stadt- und Marktkirche wurde von Erzbischof Anno II. von Köln dem Stift Geseke inkorporiert. Die Kirche war ursprünglich eine flachgedeckte, kreuzförmige Pfeilerbasilika vom frühen zwölften Jahrhundert. Davon sind die Umfassungsmauern des Querhauses, ursprünglich mit Ostapsiden, erhalten. Ebenfalls erhalten sind die Vierungsbögen im Norden und Süden, sowie die Hauptpfeiler des Mittelschiffes. Mitte des 13. Jahrhunderts wurde das Gebäude zu einer Stufenhalle umgebaut und gleichzeitig ein neuer Westturm errichtet. Im 14. Jahrhundert wurden die Seitenschiffe erneut umgebaut, aus dieser Zeit stammen die großen Maßwerkfenster, die hohen Giebel über jedem Joch, sowie die Strebpfeiler. Der Chor und der alte Teil der Sakristei wurden 1469 errichtet.
Das heutige Gebäude ist eine gotische Hallenkirche von drei Jochen. Der zweijochige Chor mit 3/8-Schluss wurde später angebaut. Die Sakristei befindet sich südlich. Zwischen dem spätromanischen Westturm und dem Gemeindehaus ist ein gewölbter Zwischenbau, so breit wie das Mittelschiff. Dies wurde 1907 durch querschiffartige Anbauten erweitert.

## Ausstattung
- Ein Seitenaltar vom Ende des 17. Jahrhunderts
- Taufstein von 1576 mit achtseitigem Becken, er ist bezeichnet mit 1576 und 1682, der Deckel stammt vom Ende des 17. Jahrhunderts
- Eine Kanzel mit Figuren und Reliefs von der ersten Hälfte des 18. Jahrhunderts
- Eine dem Bildhauer Joseph Stratmann zugeschriebene Gruppe mit dem Motiv der Taufe Christi von der Mitte des 18. Jahrhunderts
- Zwei Chorstühle, bezeichnet mit 1520
- Ein Antependium mit geschnitzten Füllungen, bezeichnet mit 1549
- An der Sakristeitür befinden sich Maßwerkfüllungen aus dem 16. Jahrhundert
- Eine Doppelmadonna, Immaculata vom Ende des 17. Jahrhunderts
- Eine spätgotische Sakramentsnische
- Ein Ostensorium aus der zweiten Hälfte des zwölften Jahrhunderts befindet sich heute als Dauerleihgabe im Erzbischöflichen Diözesanmuseum in Paderborn. Es handelt sich um ein liegendes Gefäß aus Bergkristall und hat eine Fassung mit vier Füßen[1]
- Sechs Bronzeglocken; im Westturm: Petrusglocke (h°), Josefsglocke (d′) und Kamillusglocke (fis′) gegossen 1946 von Albert Junker in Brilon. Die Marienglocke (e′) wurde 1623 gegossen. Die sog. „Schinkenglocke“ (fis″) ist ein Nachguss der historischen Glocke und wurde 1913 bei Humpert in Brilon gegossen. Die Glocke hing früher außen am Turm und wurde geläutet, wenn es frisches Fleisch zu kaufen gab. Im Dachreiter hängt noch die sog. Silberglocke von 1740, die zur Wandlung erklingt.[2]

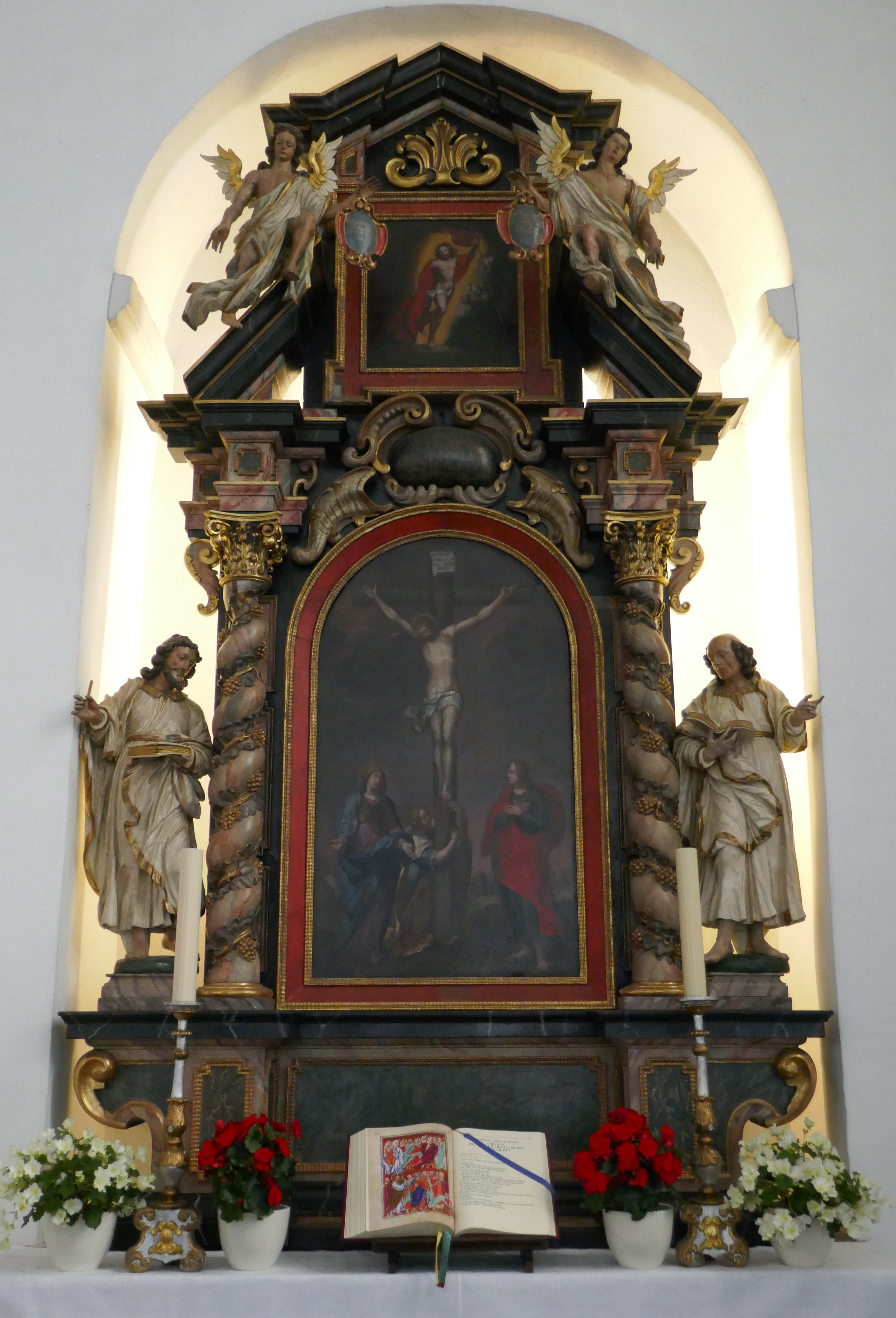
Seitenaltar
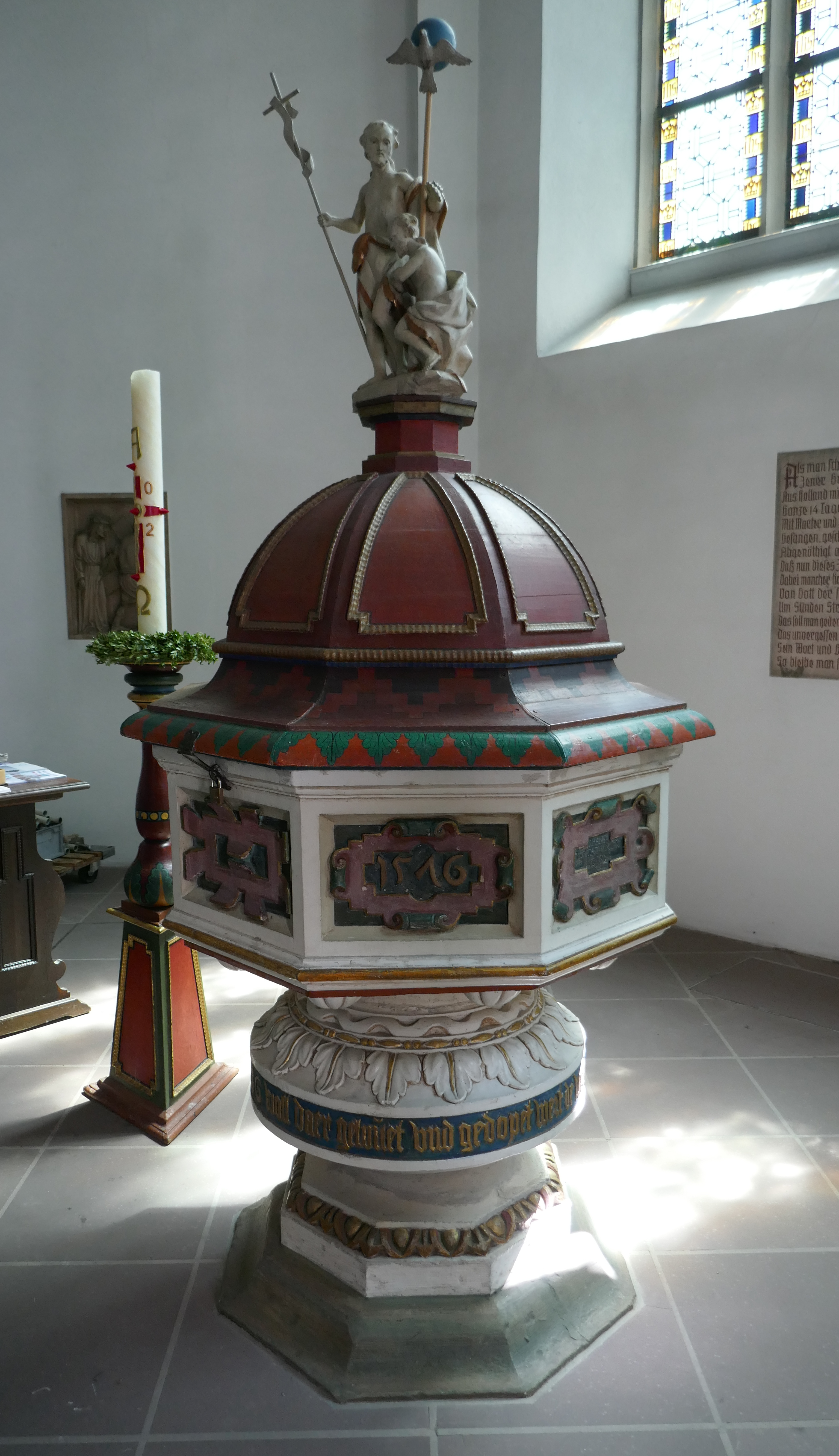
Taufstein
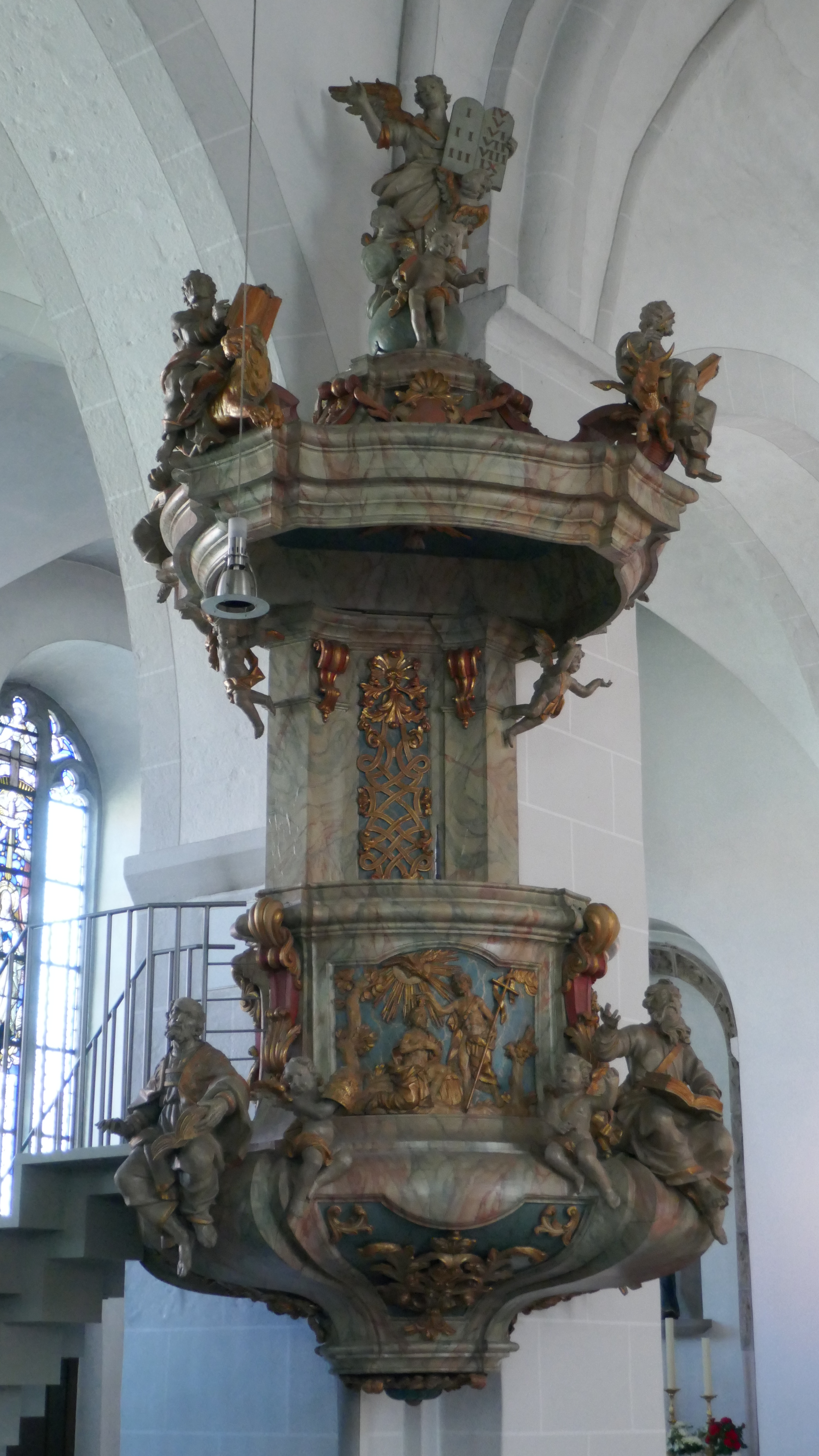
Kanzel
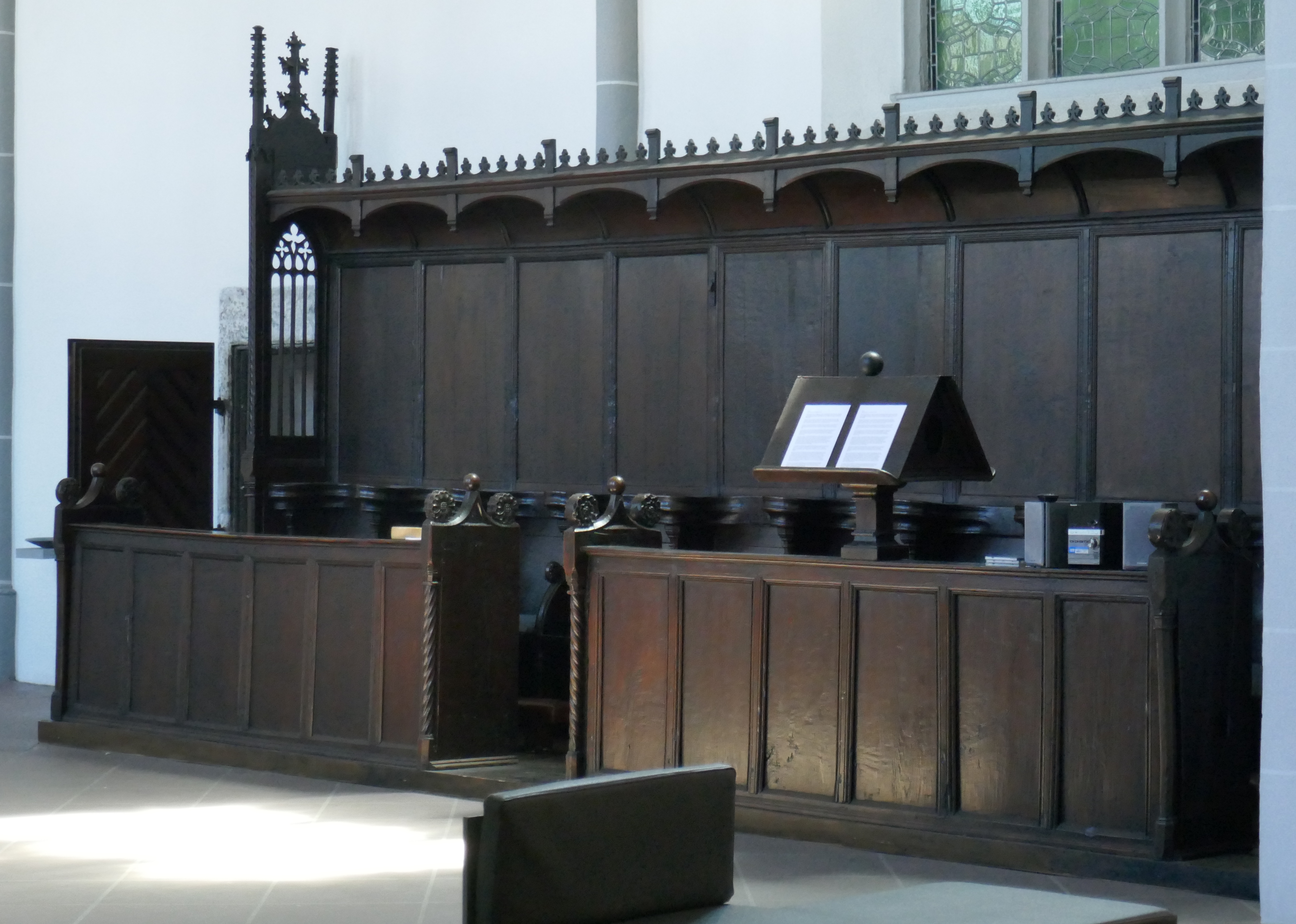
Chorstuhl
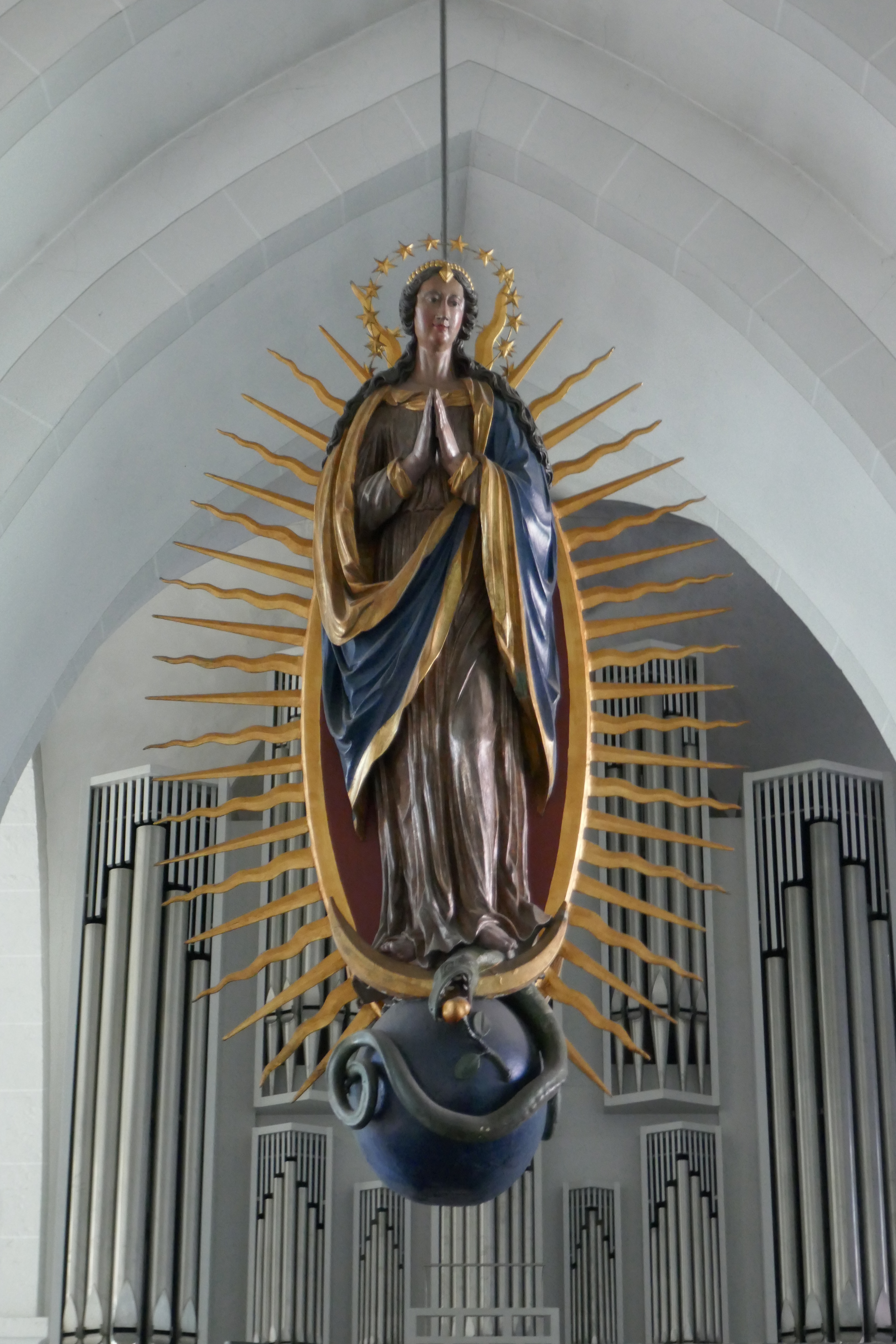
Doppelmadonna